# فهرست همه‌خداانگاران

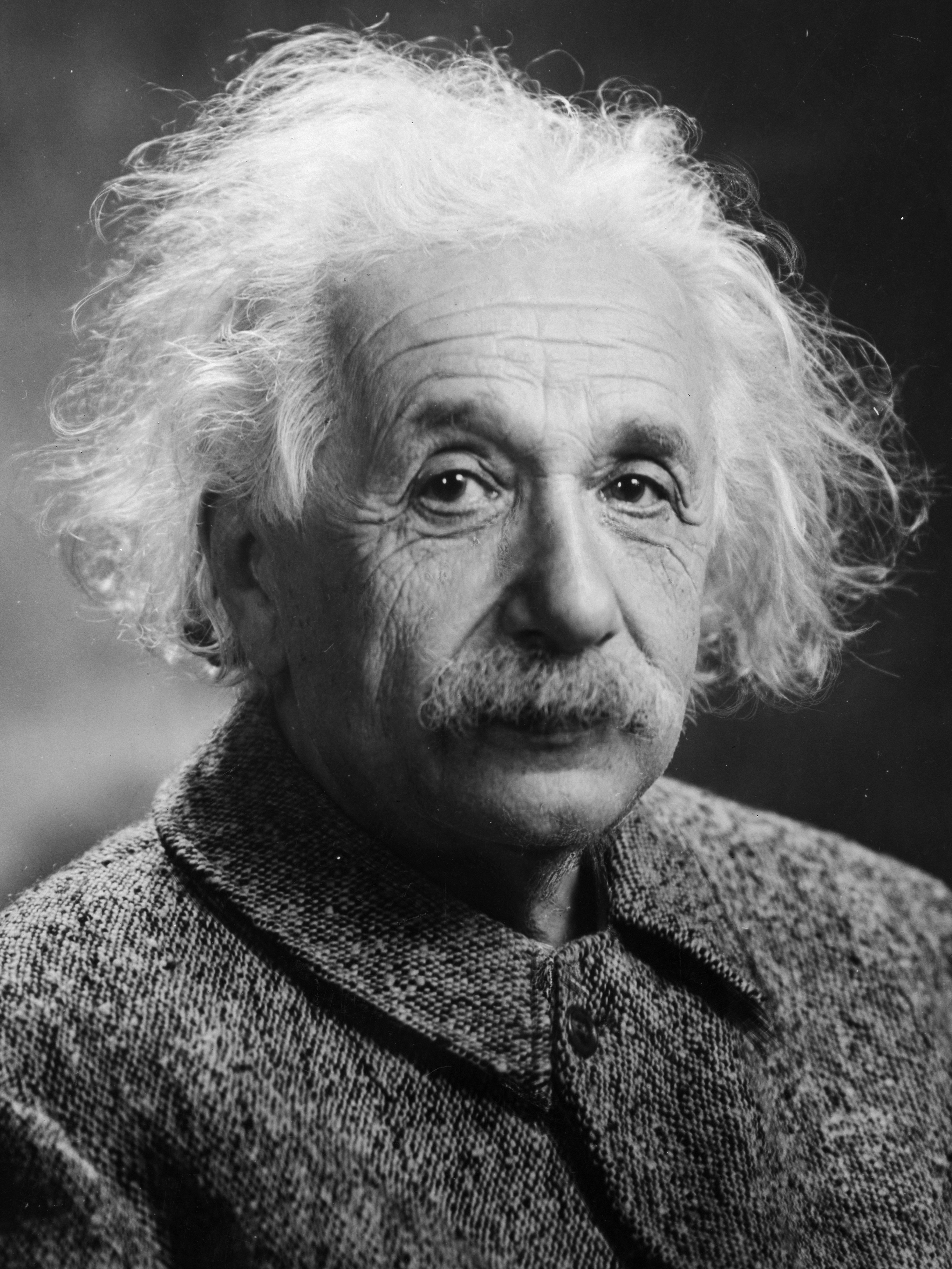
آلبرت اینشتین

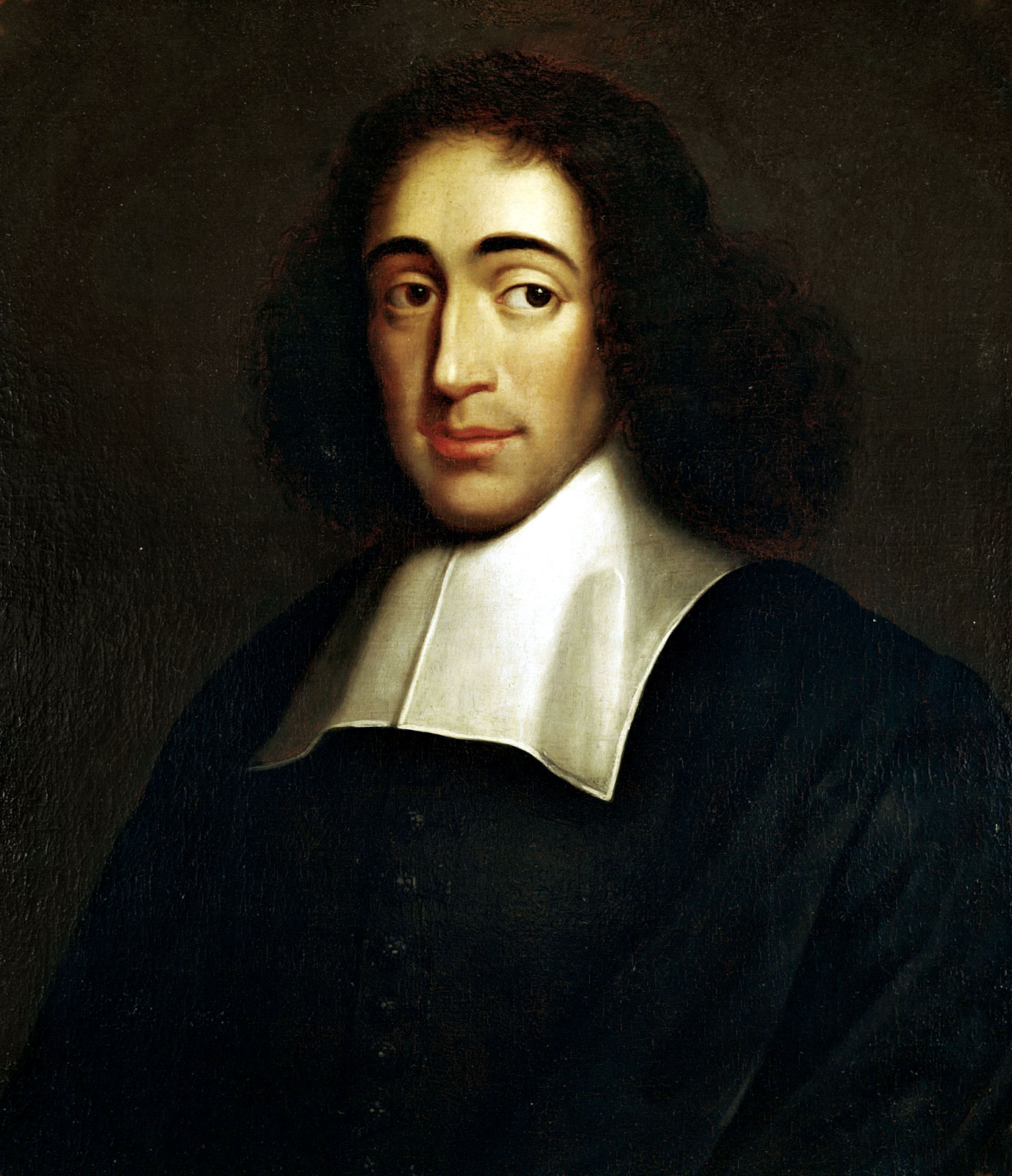
باروخ اسپینوزا

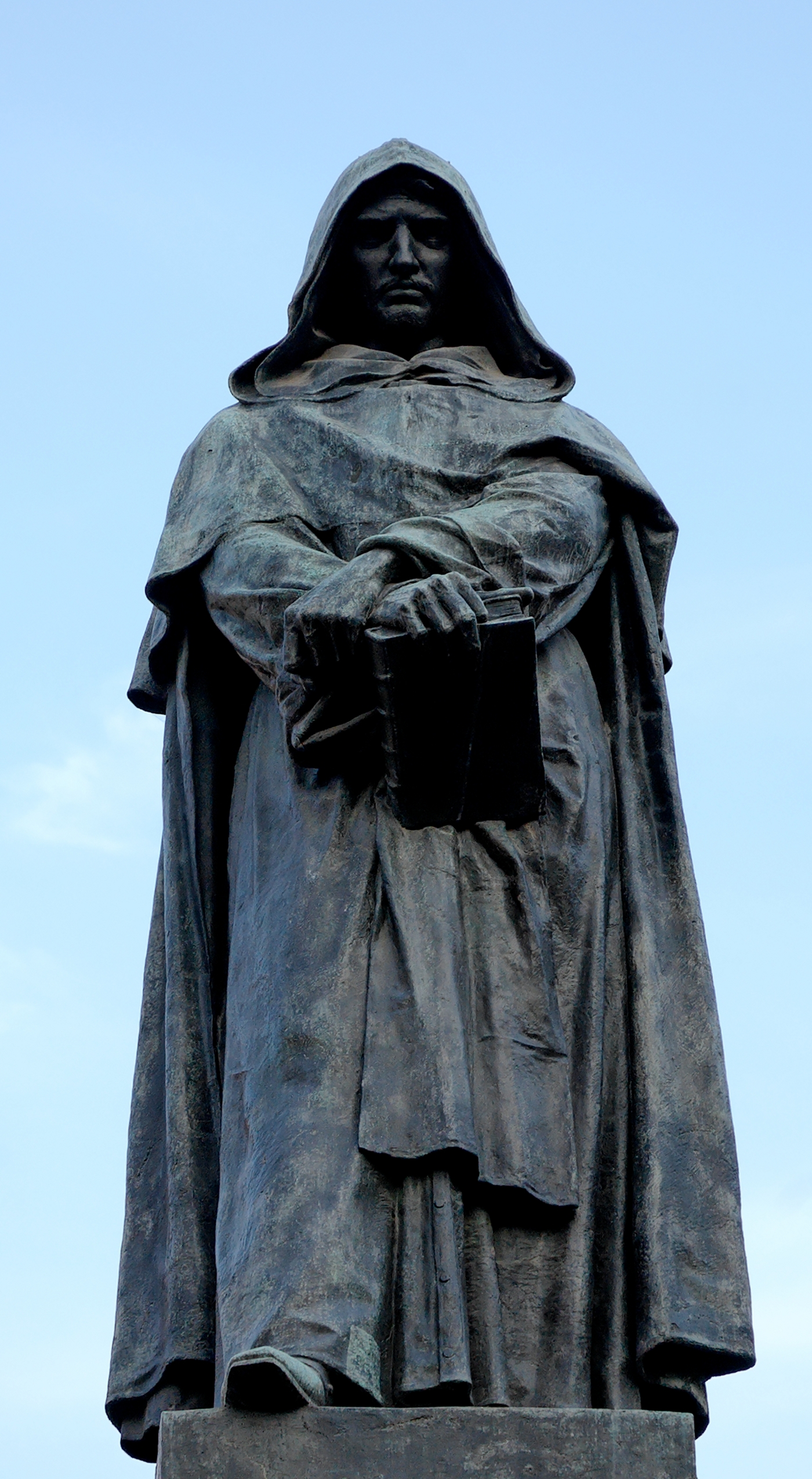
جوردانو برونو

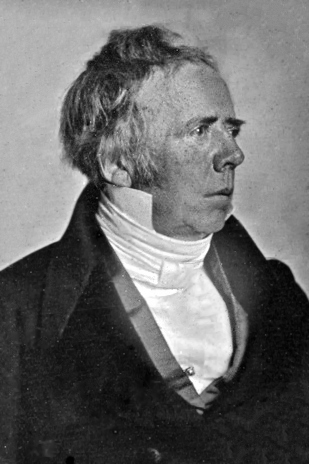
هانس کریستین اورستد

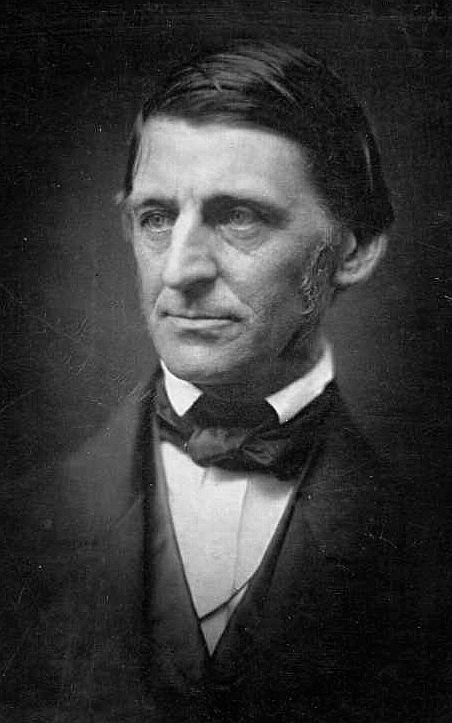
رالف والدو امرسون

این فهرست ناکاملی از همه‌خداانگارانی است که تأثیر مهمی در باور همه‌خدایی داشته‌اند:
- لائوتسه (۶۰۴ پ. م-نامعلوم)، فیلسوف چین باستان.[۱]
- اسکات اریژن (۸۱۵–۸۷۷)، الاهی‌دان ایرلندی، شاعر و فیلسوف نوافلاطونی.[۱]
- جوردانو برونو (۱۵۴۸–۱۶۰۰)، فیلسوف، ریاضیدان و ستاره‌شناس ایتالیایی.[۱]
- باروخ اسپینوزا (۱۶۳۲–۱۶۷۷)، فیلسوف یهودی هلندی، «پیامبر»[۲] و «شاهزاده»[۳] همه‌خدایی نامیده شده.
- گئورگ ویلهلم فریدریش هگل (۱۷۷۰–۱۸۳۱)، فیلسوف آلمانی، از بنیان‌گذاران ایدئالیسم آلمانی.[۱]
- جان تالند (۱۶۷۰–۱۷۷۷)، فیلسوف ایرلندی، آزاداندیش و طنزپرداز، که کتابهای زیادی از جمله پانتهیستون را نوشت.[۴]
- فریدریش ویلهلم یوزف شلینگ (۱۷۷۵–۱۸۵۴)، فیلسوف آلمانی.[۱]
- یوهان ولفگانگ گوته (۱۷۴۹–۱۸۳۲)، نویسنده آلمانی، هنرمند تجسمی و سیاست‌مدار.[۵]
- هانس کریستین اورستد (۱۷۷۷–۱۸۵۱)، فیزیکدان و شیمیدان هلندی که کشف کرد جریان الکتریکی میدان مغناطیسی می‌سازد.[۶]
- ویلیام کالن براینت (۱۷۹۴–۱۸۷۸)، شاعر رومانتیک و روزنامه‌نگار آمریکایی.
- رالف والدو امرسون (۱۸۰۳–۱۸۸۲)، مقاله‌نویس، استاد و نویسنده آمریکایی.[۱]
- هنری دیوید تورو (۱۸۱۷–۱۸۶۲)، نویسنده و فیلسوف آمریکایی.[۷][۸]
- والت ویتمن (۱۸۱۹–۱۸۹۲)، شاعر و روزنامه‌نگار آمریکایی.[۱]
- هرمان فون هلمهولتز (۱۸۲۱–۱۸۹۴)، پزشک و فیزیکدان آلمانی[۹]
- آلبرت اینشتین (۱۸۷۹–۱۹۵۵)، فیزیکدان نظری آلمانی.[۱۰]
- دیوید هربرت لارنس (۱۸۸۵–۱۹۳۰)، شاعر و نمایشنامه‌نویس انگلیسی.[۱]
- ایزیدور ایزاک رابی (۱۸۹۸–۱۹۸۸)، فیزیکدان آمریکایی زاده گالسیا، برنده جایزه نوبل.[۱۱]
- انسل آدامز (۱۹۰۲–۱۹۸۴)، فعال محیط زیست و عکاس آمریکایی.[۱۲]
- یانوش کورچاک (۱۸۷۸–۱۹۴۲)، پزشک اطفال و نویسنده کتاب کودک یهودی-لهستانی.[۱۳]